# Straßenrennen der Männer bei den Asien-Meisterschaften
Seit 1963 werden Wettbewerbe im Radsport als Asiatische Radsportmeisterschaften veranstaltet. In diesen Wettbewerben werden die kontinentalen Meister Asiens ermittelt. Der asiatische Radsportverband Asian Cycling Confederation (ACC) ist der Veranstalter der Meisterschaften. Teilnahmeberechtigt sind Radrennfahrer der Verbände, die Mitglied der ACC sind. Das Straßenrennen der Männer bei den Asien-Meisterschaften wird als Eintagesrennen ausgetragen. Die Sieger werden mit einem speziellen Trikot ausgezeichnet.

## Palmarès
- 1963  Taworn Jirapan
- 1999  Sergei Jakowlew
- 2001  Wong Kam Po
- 2002  Wang Guozhang
- 2003  Shinri Suzuki
- 2004  Shinri Suzuki
- 2005  Joo Hyun-wook
- 2006  Mahdi Sohrabi
- 2007  Takashi Miyazawa
- 2008  Fumiyuki Beppu
- 2009  Dmitri Fofonow
- 2010  Mahdi Sohrabi
- 2011  Yukiya Arashiro
- 2012  Wong Kam Po
- 2013  Murodjon Xolmurodov
- 2014  Ruslan Tleubajew
- 2015  Hossein Askari
- 2016  Cheung King-lok
- 2017  Park Sang-hong
- 2018  Yousef Mirza Bani Hammad
- 2019  Jewgeni Giditsch
- 2020–2021 nicht ausgetragen
- 2022  Igor Tschschan
- 2023  Gleb Brussenski
- 2024  Kim Eu-ro